# Nucleus anterior hypothalami
De nucleus anterior hypothalami is een hersenkern van de hypothalamus van de hersenen.

## Verbindingen
Vezels uit het limbische systeem, andere hypothalamuskernen en het mesencephalon verlopen naar de nucleus anterior hypothalami. Uitgaande vezels verlopen naar omringende hypothalamuskernen.

## Functie
De nucleus anterior hypothalami is betrokken bij lichaamstemperatuurregulatie en ademhaling